# Paslières
Paslières ist eine französische Gemeinde im Département Puy-de-Dôme in der Region Auvergne-Rhône-Alpes. Sie ist gehört zum Arrondissement Thiers und zum Kanton Maringues (bis 2015: Kanton Châteldon). Die Kommune hat 1.487 Einwohner (Stand: 1. Januar 2022), die Paslièrois genannt.

## Geographie
Paslières liegt etwa 36 Kilometer ostnordöstlich von Clermont-Ferrand am Fluss Dore. Umgeben wird Paslières von den Nachbargemeinden Puy-Guillaume im Norden, Saint-Victor-Montvianeix im Osten, Saint-Rémy-sur-Durolle im Südosten, Thiers im Süden und Südosten, Dorat im Süden, Noalhat im Süden und Südwesten, Vinzelles im Westen und Südwesten sowie Charnat im Westen und Nordwesten.
Durch die Gemeinde führt die frühere Route nationale 106 (heutige D906).
Das Gemeindegebiet von Paslières gehört teilweise zum Regionalen Naturpark Livradois-Forez.

## Bevölkerungsentwicklung
| Jahr                       | 1962 | 1968 | 1975 | 1982 | 1990 | 1999 | 2006 | 2013 |
| Einwohner                  | 1092 | 929  | 1007 | 1104 | 1248 | 1362 | 1494 | 1567 |
| Quellen: Cassini und INSEE |      |      |      |      |      |      |      |      |

## Sehenswürdigkeiten
- Kirche Saint-Bonnet aus dem 12./13. Jahrhundert, Glockenturm aus dem 19. Jahrhundert
- Schloss Chabanne, Anfang des 19. Jahrhunderts erbaut
- Schloss Chastel, in der zweiten Hälfte des 19. Jahrhunderts erbaut

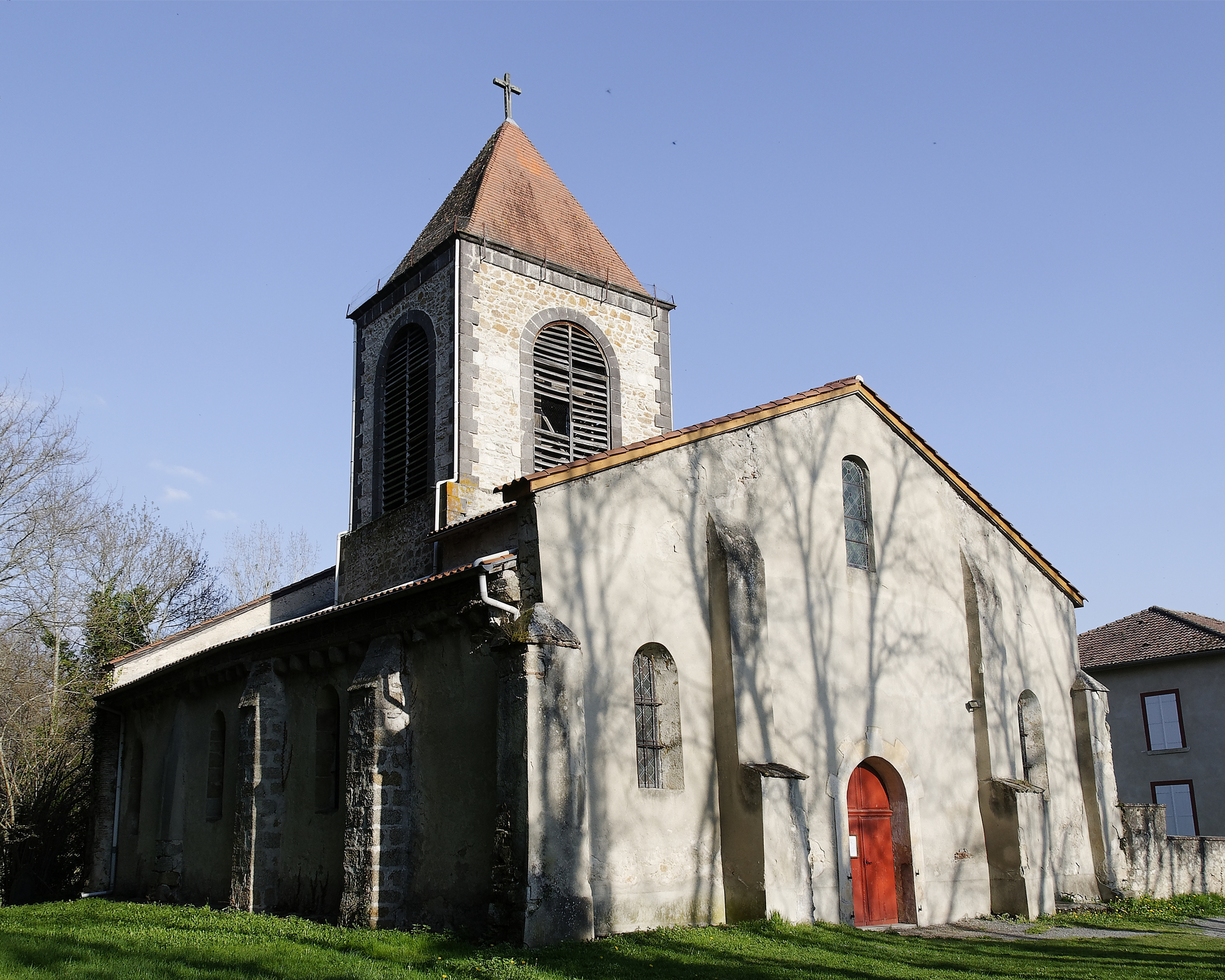
Kirche Saint-Bonnet